# Live at Montreux 1996
Live at Montreux 1996 uživo je album i DVD, britanskog hard rock sastava Deep Purple, snimljen na koncertu 1996., a kojeg 2005. godine, objavljuje diskografska kuća 'Eagle Records'.

## Popis pjesama

### CD popis
Sve pjesme napisali su Ian Gillan, Ritchie Blackmore, Roger Glover, Jon Lord i Ian Paice, osim gdje je drugačije naznačeno.
1. "Fireball" - 3:50
2. "Ted the Mechanic" (Gillan, Steve Morse, Glover, Lord, Paice) - 4:27
3. "Pictures of Home" - 5:41
4. "Black Night" - 6:43
5. "Woman from Tokyo" - 5:21
6. "No One Came" - 5:06
7. "When a Blind Man Cries" (Gillan, Morse, Glover, Lord, Paice) - 7:29
  - Originalno napisali Gillan, Blackmore, Glover, Lord i Paice, ali ovdje drugačije pripisano.
8. "Hey Cisco" (Gillan, Morse, Glover, Lord, Paice) - 5:47
9. "Speed King" - 5:10
10. "Smoke on the Water" - 8:15

#### Bonus pjesme
Snimljeno na 'Montreux Jazz Festivalu', Montreux, Švicarska; 22. srpnja 2000.
1. "Sometimes I Feel Like Screaming" (Gillan, Morse, Glover, Lord, Paice) - 6:46
2. "Fools" - 9:41

### DVD popis
1. "Fireball"
2. "Ted the Mechanic"
3. "Pictures of Home"
4. "Black Night"
5. "Cascades: I'm Not Your Lover"
6. "Woman from Tokyo"
7. "No One Came"
8. "When a Blind Man Cries"
9. "Hey Cisco"
10. "Speed King"
11. "Smoke on the Water"

#### Bonus pjesme
1. "'69"
2. "Perfect Strangers"
3. "When a Blind Man Cries"
4. "Lazy"
5. "Highway Star"

## Izvođači
- Ian Gillan - vokal
- Steve Morse - gitara
- Roger Glover - bas-gitara
- Jon Lord - klavijature
- Ian Paice - bubnjevi

## Vanjske poveznice
- Discogs -Deep Purple  - Live At Montreux 1996